# Слотвін
Слотвін (пол. Słotwin) — село в Польщі, у гміні Залуський Плонського повіту Мазовецького воєводства.
Населення — 170 осіб (2011).
У 1975-1998 роках село належало до Цехановського воєводства.

## Демографія
Демографічна структура станом на 31 березня 2011 року:
|          | Загалом | Допрацездатний вік | Працездатний вік | Постпрацездатний вік |
| -------- | ------- | ------------------ | ---------------- | -------------------- |
| Чоловіки | 83      | 17                 | 54               | 12                   |
| Жінки    | 87      | 21                 | 44               | 22                   |
| Разом    | 170     | 38                 | 98               | 34                   |